# 清水岩屋公園
清水岩屋公園（きよみずいわやこうえん）は、鹿児島県南九州市にある市営公園。岩屋公園（いわやこうえん）とも呼ばれる。公園の水は清水篠井手用水の水源として疏水百選に選定されているほか、公園前の万之瀬川下流には、1985年（昭和60年）名水百選に選ばれた「清水の湧水（きよみずのゆうすい）」があり、「心やすらぐ清水の里」として水の郷百選にも選定された。

## 概要

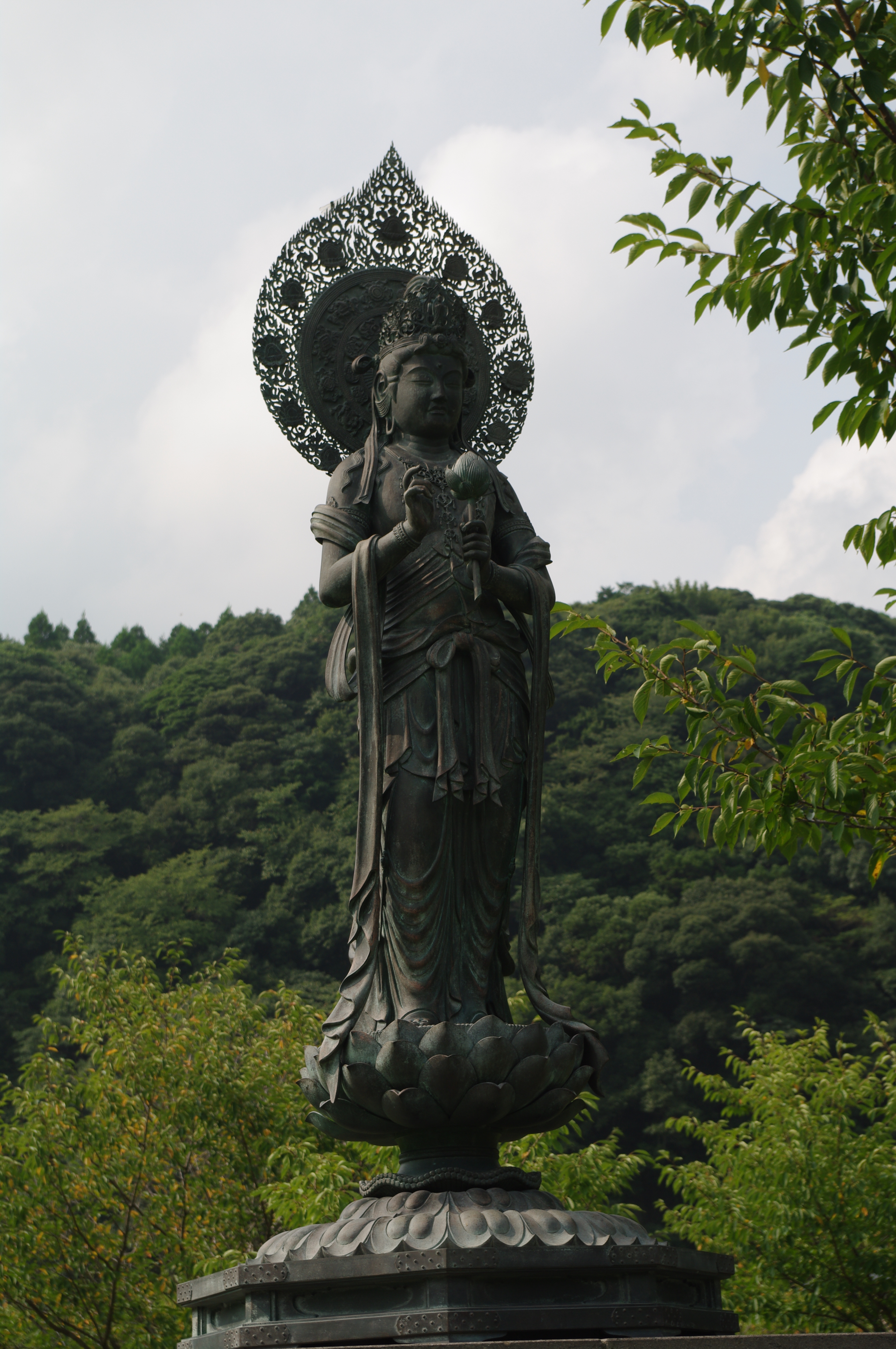
清水岩屋公園の像

「清水磨崖仏」を中心として設置されており、公園の前には二級河川万之瀬川が流れ、池の畔には金閣寺を模して川辺仏壇の技術を利用して作られた「サクラノヤカタ」

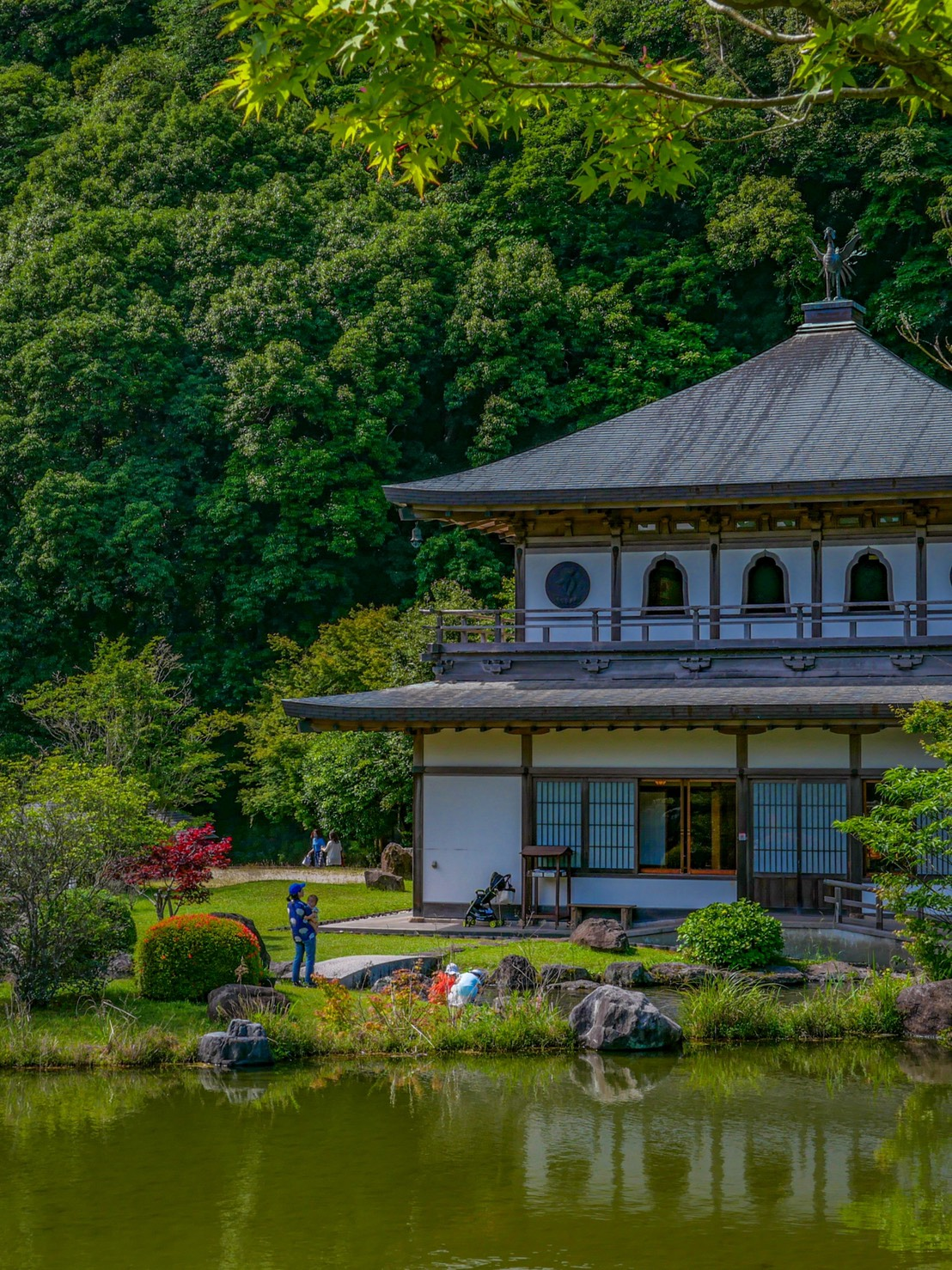
cafe「サクラノヤカタ」

研修施設「清流の杜」、キャンプ場やプールがある。

## 清水の湧水
姶良カルデラのシラス台地を万之瀬川が侵食した断崖から大量の地下水が各所で湧出し、公園の近隣の下部には「水元神社」がある。清水の湧水を代表する湧水で「名水百選」に選定されている。6,000ｔ/日の大量の水が湧出しており、3,000tが上水道源として活用されているとともに、地域住民の生活用水、灌漑用水、発電としても利用されている。
- 清水の湧水源

## 清水篠井手用水
用水は「疏水百選」に選定されており、万之瀬川の篠井手堰より岩屋公園内を流れ、下流の水田約15haにの灌漑をおこなっている。冷たい水で清水でしか生息しないオキチモズク属（学名:Nemalionopsis）の絶滅危惧種、オキチモズク（学名：Nemalionopsis tortuosa）がこの用水で確認されている。1663年（寛文3年）に掘られた隧道用水は堰より約350ｍの位置にあり東西に約173ｍ掘られている。